# شوریکن

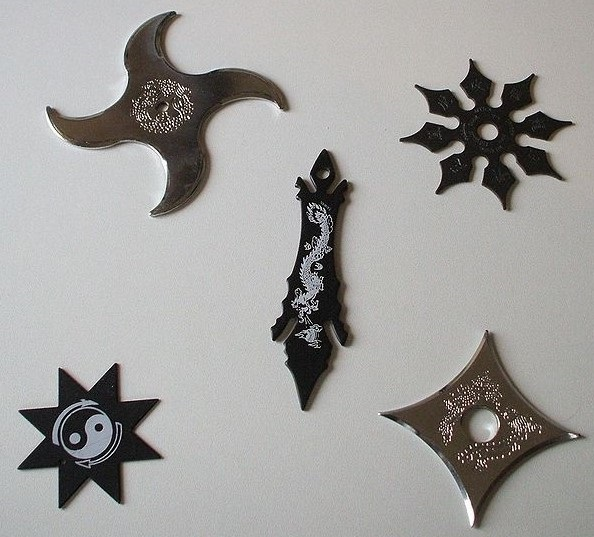
چند نوع شوریکن

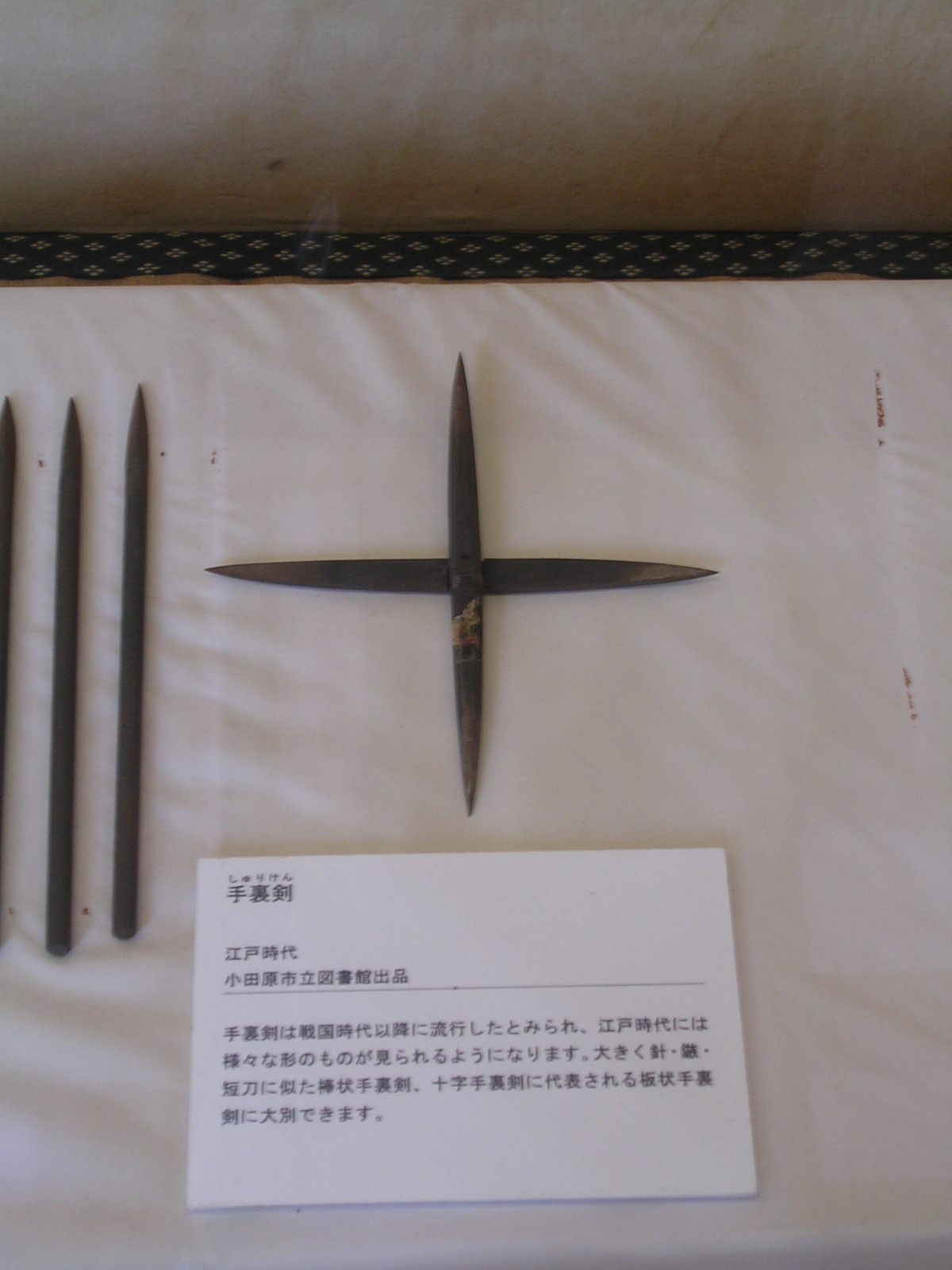
تصویری از یک شوریکن در موزهٔ قلعهٔ اوداوارا در ژاپن

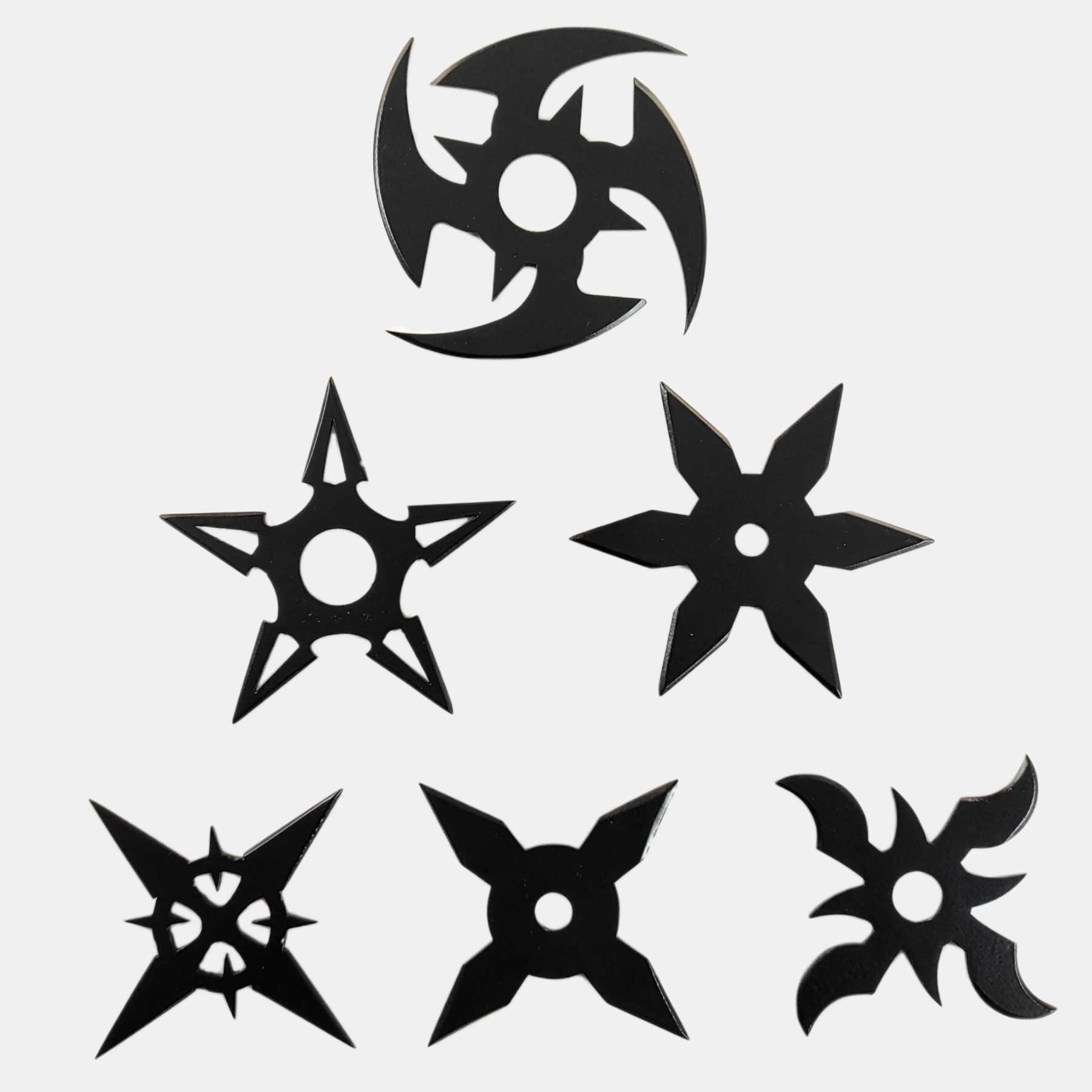
مدل های مختلف شوریکن

شوری‌کِن بسته به نوشتار کانجی معانی متفاوتی می تواند داشته باشد؛ معمول ترین آنها "تیغه ی مخفی در دست" است، و اشاره به طیف گسترده ای از "ابزار" و "سلاح" های مختلفی دارد که توسط جنگجویان دوران باستان و دوران فئودال ژاپن( شامل هنرجویان رزمی دوران ادو)، نیز مورد استفاده قرار می گرفت.
بر خلاف باور عموم، شوری‌کِن (شوریکن) منحصر به افرادی که امروزه نین‌جا خوانده می شوند، نبوده است.
با اینکه مکاتب بسیاری شامل سرفصل شوریکن‌جوتسو بوده اند، و یا در قسمت آموزش های اضافه (مثلا بِتسو-دن؛ و یا سُتُ-نُ-مُنُ) به این امر می پرداخته اند، فوجیتا سِکُ ( برخی: سایکُ)، از 40 مکتب (ریو-ها) که به طور اختصاصی به شوریکن‌جوتسو می پرداخته اند، نام برده است.
دارای 2 شکل کلی میباشد:
مدل های میله ای و یا دارتی شکل موسوم به "بو شوریکن"
مدل های پهن یا تخت   "هیرا شوریکن" یا "شاکِن"
برخی سنت های جنگجویان، و بعد مکاتب رزمی (ریو-ها)، بنا به دلایل خاص خود، شکل ویژه ای برای شوریکن مورد استفاده خود داشته اند؛ و بر این اساس تعداد شاخک ها و یا شکل کلی چه در بو-شوریکن و چه در شاکن متفاوت بوده است.
روش‌های مختلف پرتاب برای شوریکن وجود دارد که بستگی به مکتب و شکل شوریکن ممکن است دارای تفاوت هایی باشند. 
همچنین، داشتن سلاح دیگری در دست، و یا کامائه خاص مکتب در نوع و شکل پرتاب تاثیر گذار است. 